# Article 88-5 de la Constitution de la Cinquième République française
Article 88-4 Article 88-6
L'article 88-5 de la Constitution de la Cinquième République française concerne la tenue en France d'un référendum relatif à l'adhésion d'un État à l'Union européenne.

## Texte en vigueur
« Tout projet de loi autorisant la ratification d'un traité relatif à l'adhésion d'un État à l'Union européenne est soumis au référendum par le Président de la République.
Toutefois, par le vote d'une motion adoptée en termes identiques par chaque assemblée à la majorité des trois cinquièmes, le Parlement peut autoriser l'adoption du projet de loi selon la procédure prévue au troisième alinéa de l'article 89 »

— Article 88-5 de la Constitution
L'application de cet article est soumise à la limitation suivante, introduite en mars 2005 au sujet du traité constitutionnel puis mise à jour en 2008 pour le traité de Lisbonne : « L'article 88-5 de la Constitution, dans sa rédaction résultant tant de l'article 44 de la présente loi constitutionnelle que du 2° du I du présent article, n'est pas applicable aux adhésions faisant suite à une conférence intergouvernementale dont la convocation a été décidée par le Conseil européen avant le 1er juillet 2004 ».

## Historique
Cet article a été introduit par la loi constitutionnelle n°2005-204 du 1er mars 2005, afin de donner la garantie aux citoyens français que leur approbation devrait obligatoirement être obtenue avant l'adhésion de nouveaux pays à l'Union européenne (Turquie, Balkans occidentaux), ceci dans le but de favoriser la ratification du Traité établissant une Constitution pour l'Europe lors du référendum du 29 mai 2005.
Ce « verrou référendaire » fut supprimé lors de la révision du 23 juillet 2008, qui introduisit le second alinéa.
Le projet de réforme institutionnelle adopté en conseil des ministres le 23 avril 2008 prévoyait la suppression de l'article 88-5. La révision constitutionnelle du 23 juillet 2008 se borne à en supprimer l'automaticité par l'adjonction de l'alinéa 2.